# Montalbán de Córdoba
Montalbán de Córdoba település Spanyolországban, Córdoba tartományban. Montalbán de Córdoba Aguilar de la Frontera, Santaella, La Rambla és Montilla községekkel határos. Lakosainak száma 4435 fő (2024).

## Népesség
A település népessége az elmúlt években az alábbi módon változott:
| Lakosok száma | 4561 | 4609 | 4621 | 4591 | 4586 | 4472 | 4473 | 4489 | 4517 | 4435 |
|               | 2001 | 2004 | 2006 | 2009 | 2011 | 2014 | 2016 | 2019 | 2021 | 2024 |